# Henri Gaudin
Henri Gaudin (Parigi, 25 settembre 1933 – Parigi, 5 marzo 2021) è stato un architetto francese.
Tra le sue opere maggiori si ricordano lo Stade Charléty di Parigi, l'École normale supérieure di Lione e il rinnovamento del Museo Guimet.

## Progetti
- 1973 - Scuola materna e elementare, Souppes-sur-Loing.
- 1987 - Collège Tandou, Parigi.
- 1989 - Centre des Archives, Parigi.
- 1989 - Ampliamento dell'hôtel de ville, Saint-Denis.
- 1992 - Maison du sport français et bureaux olympiques, Parigi.
- 1993 - Università Saint-Leu, Amiens.
- 1994 - Stadio Charléty, Parigi.
- 1996 - Facoltà di diritto, Douai.
- 2000 - Scuola normale superiore, Lione.
- 2000 - Museo nazionale delle arti asiatiche, Parigi.
- 2003 - Sede del CNASEA, Limoges.
- 2003 - Mediateca, Sotteville-lès-Rouen.
- 2003 - Palazzo di giustizia, Besançon.
- 2003 - Conservatorio e mediateca, Vincennes.
- 2003 - Gran teatro, Lorient.
- 2005 - Città della musica e della danza, Strasburgo.
- 2008 - Archivi diplomatici, la Courneuve.
- 2011 - Conservatorio di musica e danza, Soissons.

## Premi
- Nel 1986 ricevette il Prix de l'Équerre d'argent per 100 alloggi in rue Émile-Roux a Évry.
- Nel 1989 rifiutò il Grand Prix national de l'architecture
- Nel 1994 ricevette la medaglia d'oro dall'Académie d'architecture e il Prix de l'Équerre d'argent, con suo figlio Bruno Gaudin, per lo Stadio Charléty a Parigi.

## Pubblicazioni
- La cabane et le labyrinthe (1984)
- Seuil et d'ailleurs (1992)
- Naissance d'une forme (2001)
- Considérations sur l'espace (2003)
- Hors les murs (2012)